# 佛教徒危机
佛教徒危机（越南语：／?）是从1963年5月到11月，越南共和国（南越）所经历的一个政治和宗教紧张的时期，其导火线是顺化佛诞枪击案。越南人口多数是佛教徒，然而吴廷琰的天主教独裁政权禁止悬挂佛教旗帜，5月8日佛诞日在顺化有九名平民抗议而被越南共和國軍枪杀。吴廷琰歧视佛教的政策，导致大规模的反政府示威。抗议运动導致美國政府私下向駐越大使小亨利·卡波特·洛奇發了243号电报（Cable 243），決定不再支持吴廷琰，這推动了军方半年后的政变，也导致了吴廷琰遇刺。

## 經過

### 1963年11月
1963年11月1日，越南共和國軍官發起政變，並於次日逮捕並殺死了吳廷琰兄弟。